# Miguel Alarcón Suárez
Miguel Alarcón Suárez (Málaga - Alhaurín de la Torre, 28 de diciembre de 2006), fue un historiador español, además de profesor, catedrático de la Universidad de Málaga y escritor del siglo XX.

## Biografía
Fue escogido como catedrático de la Universidad de Málaga en 1962 y siempre estuvo muy ligado a la Historia de Alhaurín de la Torre, donde investigó sobre la vida de José María de Torrijos y Uriarte colaborando con la Asociación histórico-cultural Torrijos por la Libertad.
Fue profesor de Geografía e Historia en el Instituto Gerald Brenan desde 1989 hasta el 2003 donde se le rinde homenaje con una placa conmemorativa.
En abril de 2004, Miguel Alarcón publicó un libro sobre la organización flamenca Torre del Cante a la que estuvo vinculado desde 1980.

## Libros
- La Peña Flamenca Torre del Cante - Crónica de una Ilustración. Alhaurín de la Torre, 2004

- Datos: Q6013810